# Olli Lehto
Olli Erkki Lehto (* 30. Mai 1925 in Helsinki; † 31. Dezember 2020 in Helsinki) war ein finnischer Mathematiker, der sich mit Funktionentheorie beschäftigte.

## Werdegang
Lehto promovierte 1949 an der Universität Helsinki bei Rolf Nevanlinna (Anwendung orthogonaler Systeme auf gewisse funktionentheoretische Extremal- und Abbildungsprobleme). Er war von 1961 bis 1988 Professor an der Universität Helsinki, ab 1978 als Dekan der mathematischen Fakultät, ab 1983 als Rektor der Universität, von 1988 bis 1993 als Kanzler.
1983 bis 1990 war er Sekretär der Internationalen Mathematischen Union. Er war ab 1962 Mitglied der Finnischen Akademie der Wissenschaften (Suomalainen Tiedeakatemia), 2001 wurde er zum Ehrenmitglied der Akademie gewählt. 1975 wurde er vom finnischen Staatspräsident mit dem Ehrentitel Akademiker der Wissenschaft (Tieteen akateemikko) ausgezeichnet. Er war Hauptorganisator des Internationalen Mathematikerkongresses (ICM) in Helsinki 1978 und Invited Speaker auf dem ICM in Moskau 1966 (Quasiconformal mappings in the plane). Er war Fellow der American Mathematical Society und ab 1987 auch Mitglied der Leopoldina. 1989 wurde er ordentliches Mitglied der Academia Europaea. 2008 wurde er als auswärtiges Mitglied in die Russische Akademie der Wissenschaften aufgenommen. Der Norwegischen Akademie der Wissenschaften gehörte er ebenfalls als auswärtiges Mitglied an.
Lehto veröffentlichte eine Biographie seines Lehrers Rolf Nevanlinna.

## Schriften
- mit Kaarlo I. Virtanen: Quasikonforme Abbildungen (= Grundlehren der mathematischen Wissenschaften. 126). Springer, Berlin u. a. 1965, (2. Auflage als: Quasiconformal mappings in the plane. ebenda 1973, ISBN 3-540-06093-6).
- Univalent functions and Teichmüller Spaces (= Graduate Texts in Mathematics. 109). Springer, New York NY u. a. 1987, ISBN 0-387-96310-3.
- Mathematics without borders: A history of the International Mathematical Union. Springer, New York NY u. a. 1998, ISBN 0-387-98358-9.
- Korkeat maailmat: Rolf Nevanlinnan elämä. Otava, Helsinki 2001, ISBN 951-1-17200-X (finnisch; in deutscher Sprache: Erhabene Welten. Das Leben Rolf Nevanlinnas (= Vita Mathematica. 14). Birkhäuser, Basel u. a. 2008, ISBN 978-3-7643-7701-4).
- Tieteen aatelia: Lorenz Lindelöf ja Ernst Lindelöf (= Bidrag till Kännedom av Finlands Natur och Folk. 175). Otava, Helsinki 2008, ISBN 978-951-1-22291-0 (finnisch).